# Elena Oprea
Elena Oprea (* 5. Oktober 1953) ist eine ehemalige rumänische Ruderin.

## Sportliche Karriere
Elena Oprea gewann ihre erste internationale Medaille bei den Europameisterschaften 1971, als sie mit dem rumänischen Achter die Bronzemedaille hinter den Booten aus der Sowjetunion und aus der DDR gewann. Im Jahr darauf siegte bei den Europameisterschaften 1972 der sowjetische Achter vor den Rumäninnen und dem Achter aus der DDR. Bei den Weltmeisterschaften 1975 gewann der DDR-Achter vor dem Boot aus den Vereinigten Staaten, dahinter erhielt Oprea mit dem rumänischen Achter die Bronzemedaille.
Bei den Olympischen Spielen 1976 in Montreal standen erstmals Wettbewerbe im Frauenrudern auf dem Programm. Oprea trat in zwei Bootsklassen an: Im Vierer mit Steuerfrau belegten Elena Oprea, Florica Petcu, Filigonia Tol, Aurelia Marinescu und Steuerfrau Aneta Matei im Vorlauf den zweiten Platz hinter dem Boot aus der DDR und im Hoffnungslauf den zweiten Platz hinter den Niederländerinnen. Im Finale siegte das Boot aus der DDR vor den Bulgarinnen und dem Boot aus der Sowjetunion. Die Rumäninnen belegten mit 1,79 Sekunden Rückstand auf den sowjetischen Vierer den vierten Platz vor den Niederländerinnen. Alle fünf Rumäninnen traten drei Stunden nach dem Vierer-Finale auch zum Achter-Finale an und belegten dort den sechsten Platz.
1977 belegte der rumänische Achter bei den Weltmeisterschaften den vierten Platz mit 0,19 Sekunden Rückstand auf die drittplatzierten Kanadierinnen. 1978 wechselte Oprea in den Vierer mit Steuerfrau. Bei den Weltmeisterschaften 1978 gewannen Elena Oprea, Florica Dospinescu-Petcu, Florica Silaghi, Georgeta Militaru-Mașca und Steuerfrau Aneta Matei die Bronzemedaille hinter den Booten aus der DDR und aus den Vereinigten Staaten. Bei den Weltmeisterschaften 1979 trat Elena Oprea mit Florica Silaghi im Zweier ohne Steuerfrau an. Die beiden gewannen die Silbermedaille hinter Ute Steindorf und Cornelia Bügel aus der DDR. Bei den Olympischen Spielen 1980 in Moskau trat Oprea im Zweier mit Florica Dospinescu an, die 1976 als Florica Petcu dabei gewesen war. Die beiden belegten den vierten Platz mit fast drei Sekunden Rückstand auf die drittplatzierten Bulgarinnen.

## Abgrenzung zu Elena Horvat
Laut der Olympiadatenbank SportsReference hieß Elena Oprea nach 1980 Elena Horvat und war 1958 geboren. Laut Datenbank des Weltruderverbandes FISA begann Opreas Karriere, wie oben dargestellt, mit einem Medaillengewinn als Ruderin – nicht als Steuerfrau – bei den Europameisterschaften 1971. Da wäre Elena Horvat dreizehn Jahre alt gewesen. Volker Kluge erwähnt in seinem Standardwerk über die Olympischen Spiele bei den Spielen von 1980, dass die 1958 geborene Elena Oprea 1984 als Elena Horvat antrat. Hingegen wurde laut Áros Károlys Buch über ungarischstämmige Olympiateilnehmer aus aller Welt Elena Horvat 1958 als Ilona Horváth geboren. In der Olympedia sind die Daten von Elena Oprea und Elena Horvat im Jahr 2020 getrennt.